# ماريا ثاتيل
ماريا ثاتيل (من مواليد 10 فبراير 1993) عارضة أزياء أسترالية-هندية وكاتبة وحاملة لقب ملكة جمال الكون أستراليا 2020. تم الإعلان عن الفائز في حدث افتراضي بسبب إغلاق ملبورن بسبب جائحة كورونا. شاركت في النسخة السادسة عشرة من مسابقة ملكة الجمال التي أقيمت في 28 أكتوبر 2020 في ملبورن ، هذه هي السنة الثانية على التوالي التي حصلت فيها امرأة من أصل هندي على تاج ملكة جمال الكون بأستراليا بعدما فازت بريا سيراو في عام 2019 ، ومثلت بلدها أستراليا في مسابقة ملكة جمال الكون 2020.
في عام 2023 ، أصبحت مؤلفة مع كتاب Unbounded ، وهو كتاب يتنقل في تعقيدات الهوية.